# Craterocephalus helenae
Craterocephalus helenae är en fiskart som beskrevs av Ivantsoff, Crowley och Allen, 1987. Craterocephalus helenae ingår i släktet Craterocephalus och familjen silversidefiskar. IUCN kategoriserar arten globalt som nära hotad. Inga underarter finns listade i Catalogue of Life.